# ヨナ・ワッセファーラー
ヨナ・ワッセファーラー（Jonna Wasserfaller、1994年4月20日 - ）は、スウェーデンの女子バレーボール選手。ポジションはミドルブロッカー。スウェーデン代表。

## 来歴
- クラブチーム

Degerfors出身。2011年、RIG Falköpingへ入団。2年間プレーした。2013年、Hylte/Halmstadへ移籍し、在籍した4年間でスウェーデン国内リーグ優勝1回、準優勝2回の成績を残した。2017年、Terville-Florange OCへ移籍し、2017/18シーズンのフランスリーグ、フランスカップに出場した。2018年5月、フィンランドのPölkky Kuusamoと契約し、2019/20シーズンのフィンランドリーグではベストミドルブロッカー賞を受賞した。2021/22シーズンはÖrebro VBSでプレーし、スウェーデン国内リーグで準優勝した。2022年8月、Hylte/Halmstadで5季ぶりに復帰することが発表され、2022/23シーズンのスウェーデン国内リーグで準優勝し、ベストミドルブロッカー賞を受賞した。2023年7月、ドイツのVCヴィースバーデンとの契約が発表され、2023/24シーズンのブンデスリーガでは6位となった。
- 代表チーム

2015年、シニア代表に初選出される。2022年に代表復帰すると、2023年には代表チームの主将を務め、チャレンジャーカップに出場した。同年の欧州選手権に出場した。

## 球歴
- 欧州選手権 - 2023年
- チャレンジャーカップ - 2023年

## 受賞歴
- 2016年　2015/16スウェーデン国内リーグ　ベストミドルブロッカー賞
- 2017年　2016/17スウェーデン国内リーグ　ベストミドルブロッカー賞
- 2020年　2019/20フィンランドリーグ　ベストミドルブロッカー賞
- 2023年　2022/23スウェーデン国内リーグ　ベストミドルブロッカー賞

## 所属クラブ
- RIG Falköping（2011-2013年）
- Hylte/Halmstad（2013-2017年）
- Terville-Florange OC（2017-2018年）
- Pölkky Kuusamo（2018-2021年）
- Örebro VBS（2021-2022年）
- Hylte/Halmstad（2022-2023年）
- VCヴィースバーデン（2023-）